# خوسيه أغيلار (لاعب كرة قاعدة)
خوسيه أغيلار (بالإسبانية: José Aguilar)‏ هو لاعب كرة قاعدة مكسيكي، ولد في 19 مايو 1990 في Maravatío ‏ في المكسيك.

## وصلات خارجية
- خوسيه أغيلار على موقعبيزبول رفرنس.كوم (الدوري الثانوي) (الإنجليزية)